# Contratto Civile
Contratto Civile (in armeno Քաղաքացիական պայմանագիր?, K’aġak’ac’iaian paymanagir) è un partito politico in Armenia, che è stato istituito il 24 luglio 2013 come unione politico-pubblica. 
Il consiglio direttivo del contratto è stato costituito il 9 dicembre 2013. 
Il 30 maggio 2015 da movimento civile si è trasformato in partito politico. 
La prima elezione a cui ha partecipato è stata quella per il sindaco di Hrazdan nel 2016, dove il candidato del partito, l'ex sindaco di Hrazdan Sasun Mikayelyan, è stato sconfitto da Aram Danielyan.
Nelle elezioni parlamentari armene 2017 e nelle elezioni del Consiglio comunale di Yerevan del 2017, Contratto Civile, ha preso parte alle elezioni come parte della coalizione alternativa della Way Out Alliance (Yelk).
A fine di aprile 2018, sotto la guida di Nikol Pashinyan, il partito è diventato principale partito di governo. Alle elezioni del 9 dicembre 2018 si è presentato nella Alleanza il mio passo insieme al Partito della Missione ed è diventato partito di maggioranza assoluta conquistando 88 seggi su 132 componenti l'Assemblea Nazionale.

## Consiglio di amministrazione
- Arsen Kharatyan, specialista in studi arabi
- Arayik Harutyunyan, specialista in studi arabi, dottorato in storia, docente YSU
- Marine Manucharyan, teologo, direttore dell'Ong Forum Civico
- Sasun Mikayelyan, comandante del distaccamento Sasun, membro di Yerkrapah
- Lena Nazaryan, giornalista
- Alen Simonyan, avvocato, redattore capo di Ararat Media Group LTD
- Nikol Pashinyan, ex giornalista, ex deputato, primo ministro

## Consiglio eletto il 16 giugno 2019
La nuova composizione del Consiglio di Amministrazione del Partito "Contratto civile" è composta da 21 membri. I delegati scelti comprende 
- Nikol Pashinyan,
- Tigran Avinyan
- Ararat Mirzoyan,
- Suren Papikyan
- Hakob Arshakyan,
- Arayik Harutyunyan,
- Vilen Gabrielyan,
- Romanos Petrosyan,
- Hakob Simidyan
- Ruben Rubinyan
- Arsen Torosyan,
- Sipan Pashinyan
- Narek Babayan,
- Lilit Makunts
- Arman Boshyan,
- Mkhitar Hayrapetyan,
- Vahagn Hovakimyan,
- Alen Simonyan,
- Armen Pambukhchian,
- Eduard Aghajanian.

I delegati del nuovo consiglio eletto hanno eletto Presidente del Consiglio di Amministrazione Suren Papikyan.
Sono stati anche eletti i Probi Viri nelle persone di Eduard Avetisyan, Anush Davtyan, Sona Ghazarian, S. Alexanyan e Karen Ghukasyan.